# Mikroregion Avaré

Mikroregion Avaré

Mikroregion Avaré – mikroregion w brazylijskim stanie São Paulo należący do mezoregionu Bauru.

## Gminy
- Avaré - 82.652 hab.
- Itaí - 26.004 hab.
- Itatinga - 18.041 hab.
- Paranapanema - 17.782 hab.
- Cerqueira César - 17.532 hab.
- Arandu - 6.423 hab.
- Iaras - 6.377 hab.
- Águas de Santa Bárbara - 5.574 hab.